# FCM36
FCM 36（制式名称Char léger Modèle 1936 FCM、軽戦車-1936年式-FCM）は第二次世界大戦前、フランス陸軍向けに設計された軽歩兵戦車である。乗員は2名で、短砲身37mm砲と7.5mm同軸機銃を装備、ディーゼルエンジン駆動であった。

## 開発
1933年、オチキス社は、安価で大量生産が可能な軽歩兵戦車の提案を行った。これを受け、フランス陸軍では改めて広く産業界から案を募り、その結果競作された中から、オチキス H35、ルノー R35、FCM 36の3車種が量産されることとなった。
トゥーロンにあるFCM社（Forges et Chantiers de la Méditerranée）はそれ以前にも、1921年、巨大なFCM 2C重戦車10輌を生産し、またシャール B1の開発にも関わるなど、戦車開発に若干の経験を持っていた。シャール Bのサスペンション設計も手掛けたブードロ技師に対し命じられた設計方針は、軍港のメーカーならではの電気溶接技術を最大限生かした先進的なデザインを作り出すことだった。
1934年3月、木製モックアップによって陸軍の認可を受け、1935年4月2日には機銃2丁装備の砲塔を持つ試作車がヴァンセンヌの委員会に提出された。この試作車は、特に溶接で組み上げられた傾斜装甲と、長い航続距離を約束するディーゼルエンジンによって、委員会に非常な感銘を持って迎えられた。ただし、試作車は9トンの要求重量よりも約3割重く11.68トンあり、また機械的トラブルがあったため本格的試験は行えず、6月9日に初期評価が終了した後、メーカーに送り返された。
実際には、その後のテストでさらに多くの欠点も浮上し、その結果、全般にわたる改設計が行われることとなった。より軽量化した車体、新しい砲塔構成、サスペンション、履帯が導入され、エンジンルーム上面は、整備の容易さを考慮し、ボルト接合に改められた。9月10日、改設計された試作車はヴァンセンヌに送られたが、今度は10月23日にサスペンションの補強のために戻された。12月19日に再び委員会に戻され、翌1936年5月14日までテストが行われた。その後、要求の変更があり、装甲を30mmから40mmへ増すことが決定され、元の装甲の上に10mmの増加装甲を貼ることで対処されたが、この特徴は生産車にも引き継がれた。
原型は歩兵科委員会の目に留まり、特に、この時代には重要であると考えられた耐ガス気密性が6月17日に証明された後、7月9日には、競作中最も優れているとの評価が下された。

## 生産
ドイツのラインラント進駐による緊張の高まりで、5月26日、制式化に先立って100輌の「FCM製1936年型軽戦車」の発注が行われた。1輌あたりの価格は45万フランス・フランであった。生産車は37mm砲を装備していた。
同じくオチキス H35とルノー R35も量産が開始されていたが、この両競作車ははるかに安価であったため、これらがフランス軍軽歩兵戦車の主力を占めることとなった。同一の砲を搭載しているにもかかわらず、高価なFCM 36が並行生産されることになった理由は、その将来性であった。この当時、FCM 36は、フランスにおける最も先進的な戦車であり、その後の新戦車開発・生産のための技術の開拓の役を果たすことが期待されたのである。またそれは、性急に量産を開始する必要がないことも意味した。
生産設備が整えられ始めたのは1936年12月になってからで、実際の量産開始は、より強力なエンジンと軽量の履帯のテストのため、さらに1年以上遅れた。もっともそれらのテスト結果は思わしくなく、結局生産は当初の設計に従って行われ、初号車は1938年5月2日に納入された。1938年から1939年にかけ、登録番号30057号車を用いて新型の履帯、クラッチ、エンジンのテストが行われたが、結局、これらも生産車に導入されることはなかった。
1938年5月12日および1939年2月3日に、それぞれ100輌の追加発注が行われた。しかしFCM社は、1939年3月13日に当初発注の最終車で登録番号30100号車を送り出した後、少なくとも1輌あたりのコストを90万フランに引き上げて貰えぬ限り、生産を終了すると突如発表を行った。またFCM社ではシャール B1の生産も割り当てられており、いずれにせよ1940年9月までは、これ以上の生産を行う余力がないことも明らかにした。これらの事情を考慮し、ジャコメ監察総監は生産中止を許可した。
ただしFCM製砲塔は、オチキスやルノーも含めた、軽戦車用の標準砲塔として設計されていた。オチキスやルノーに使われていたAPX砲塔が、初期には生産に深刻な遅延が出ていたためだが、その問題は後に軽減されたため、1350基以降、FCM製とする当初計画は延期となった。しかしそれ以外にもAPX砲塔は、柔らかすぎ、もろすぎるという鋳造に伴う品質的問題を抱えていて防御力がFCM製に劣ったこと、また重量もFCM製の1,287kgに比べ1,552kgと大きかったことから、改めて2000基でAPX砲塔の生産を終了することとし、以後はFCM製砲塔に統一する予定であった。
しかし、これら軽戦車が搭載する37mm砲を、短砲身のSA18から、長砲身で貫徹力に優れたSA38に換装する計画が出てきたことで、この予定は見直されることになった。テストの結果、長砲身37mmのより強い反動によりFCM製砲塔は溶接部にひび割れが発生する危険性があり、それを防ぐには改めて補強が必要であることが判明したためである。またその結果、オチキスやルノーとは異なり、既存のFCM 36には、長砲身37mm砲は装備されずに終わった。

## 技術的特徴
FMC 36は小型の車両であり、全長4.46m、全高2.20m、全幅2.14mで、乗員は2名、重量は12.35トンである。最も顕著な特徴は、避弾経始を考慮し、ショットトラップを避けるために多くの面からなる装甲板を電気溶接した、未来的なピラミッド状デザインである。エンジンデッキのみは、整備の容易性を考慮してボルト接合されている。履帯の上側やサスペンション部もまた、ジグザグ断面の傾斜装甲によって保護されている。
装甲板は良質で、30度から45度の傾斜を持つ40mm装甲は、45mmから50mmの装甲と同等の防御力を持ち、これは当時の対戦車砲に対しては、対戦車砲にとって理想的な位置から撃ってきたときであっても充分な性能で、より斜めから撃たれれば、傾斜装甲は容易に弾をはじくことが可能だった。
もう一つの新機軸はディーゼルエンジンで、217リットルの搭載燃料で、225キロメートルの航続距離を可能としていた。
しかし一方では古風な点もあった。91馬力のベルリエ製V-4ディーゼルでは、最高速度では時速24kmしか出せず、それに伴い、サスペンションは片側8つの転輪を8本の垂直コイルスプリングで懸架するという単純な構成だった。同車は2mの超壕能力、70cmの対障害物、80%の登坂能力を持っていた。特に能力的に不足していたのは火力で、31年型7.5mm機銃は良いとしても、主砲の21口径37mmピュトーSA18は、装甲貫徹力が非常に乏しかった。

## 戦歴
生産数が少なかったため、FCM 36は限られた部隊にしか配備されなかったが、それらは1940年5月14日のハインツ・グデーリアン率いるドイツXIX軍団のミューズ川渡河という、フランス戦役の主要場面に居合わせることになった。
1939年3月および4月、2つの大隊が創設された。軽歩兵戦車を装備する軽戦車大隊（Bataillon de Chars Légèrs、略称BCL）の中でも、この第4大隊と第7大隊は、45輌ずつのFCM 36を装備しているという点で独特だった。大隊は13輌装備の3個中隊（計39輌）と、大隊本部および補充として6輌を保有、5輌は操縦手訓練用に用いられた。部隊配備された以外の10輌は、うち8輌が訓練用に使われ、1輌はドイツ製皿型地雷（Tellermine）の威力試験で破壊され、もう1輌はテストベッドとして工場に残されていた。
1939年8月25日、動員に伴ってBCLはBCC（Bataillon de Chars de Combat）と改名され、第7大隊は第503戦車連隊、第4大隊は第502戦車連隊に組み入れられた。1939年9月、ドイツとの戦争が始まると、両FCM 36装備大隊は、ルノー R35装備の第3大隊とともに第503戦車集団として、第2軍の装甲予備戦力となった。
1940年5月13日、スダンにおいてムーズ河岸にドイツ歩兵部隊が橋頭堡を築くと、同日午後、FCM大隊に対し、（大隊自体には随伴歩兵戦力がなかったので）歩兵連隊と協力して、反撃と排除にあたることが命じられた。しかしその夜のビュルゾンにあったフランス軍最終防衛戦の潰走と、それに引き続く混乱のため、部隊の前進は翌14日早朝になってからであり、その時にはすでにドイツ軍の最初の戦車が舟橋によって渡河を開始していた。
ドイツ装甲部隊前衛と第7大隊は、ビュルゾン近くで会敵した。FCM 36は、軽装甲のドイツ軍装甲車数輌を撃破することができたが、30mmの装甲を持つIII号戦車に対しては、その主砲はまったく威力不足だった。とはいえ、当時はIII号戦車の37mm戦車砲もタングステン弾芯のAPCR弾は持っていなかったので、ドイツ側もFCM 36の装甲はなかなか撃ち抜けなかった。両軍はぎりぎりまで接近して猛烈に撃ち合ったが、その結果、フランス側のFCM 36は増加装甲が剥げ落ち、装甲板は脆弱な溶接部分から撃ち抜かれる事態となり、結局第7大隊は、この戦いに参加した36輌の装備車両のうち、26輌を戦場に残して退却せざるを得なかった。
第7大隊による反撃失敗を受け、第4大隊による攻撃は中止された。同大隊は、5月15日、ストンヌ攻防戦に投入され、若干の損害を受けた。5月23日まで、同大隊は第3自動車化歩兵師団に組み込まれた。
その後、両大隊は訓練・補充用車両をもって再建のため予備に回された。ドイツによるフランス侵攻の第2段階である「赤色作戦（Fall Rot、ファル・ロト）」時、6月9日、10日には、エーヌにおいて、ドイツ軍歩兵部隊に対して有効な反撃を行った。 その後、部隊はフランス軍退却を支える役を担ったが、その過程で、両大隊が装備する45輌の大部分を、ドイツ軍戦車との戦闘で失った。

## ドイツでの使用状況
ドイツは37輌のFCM 36を鹵獲し、それらをPanzerkampfwagen 737 FCM (f)の名称で使用した。ただし、戦車型そのものとしては、1940年5月、6月に現場部隊で即席に使われたのみだった。
1942年、12輌のFCM 36が自走榴弾砲、10.5cm leFH16/18(Sf)auf Geschuetzwagen FCM(f)に改装された。1943年、10輌のFCM 36が駆逐戦車マーダー I に改装された。これらは第21装甲師団によって、1944年、ノルマンディー戦線で使用された。

## 現存車両
フランスのソミュール戦車博物館に、1輌のFCM 36が現存している。

## 登場作品
『World of Tanks』
フランス軽戦車FCM 36として開発可能。ドイツ軍により改造され連合軍に再鹵獲された車両がフランス駆逐戦車FCM 36 Pak 40として販売。
『War Thunder』
フランスの軽戦車FCM 36として登場。初期車両から外され今はランクIIを開発することで入手できる。
『トータル・タンク・シミュレーター』
フランスの海賊戦車として使用可能。